# Bitumenemulsion

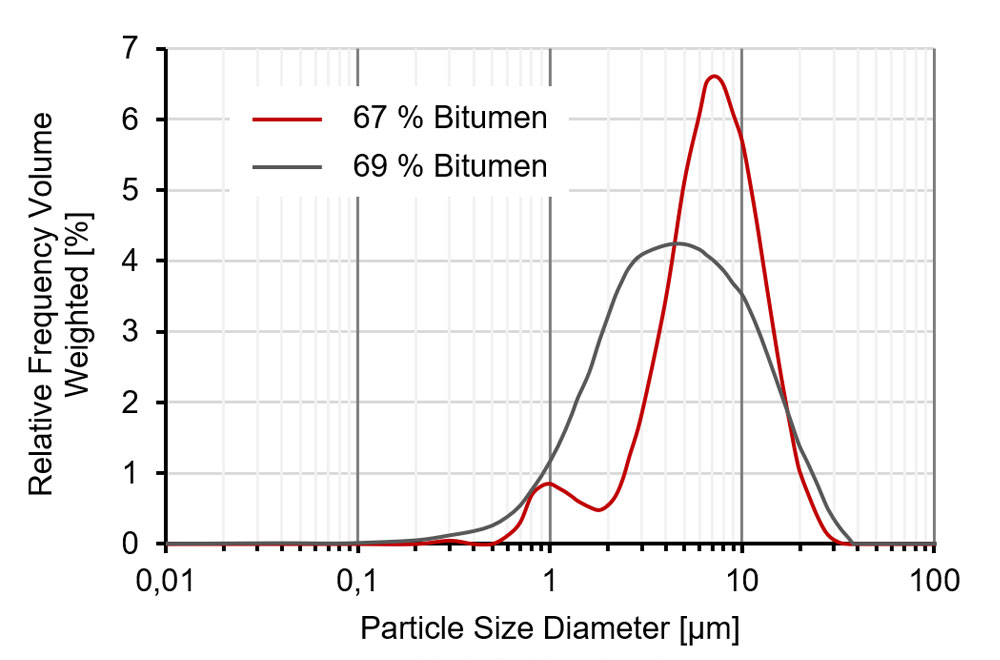
Volumen-gewichtete Partikelgrößenverteilung zweier Bitumenemulsionen ermittelt mit Laserbeugung

Bitumenemulsionen sind kolloidale Mischungen aus Straßenbaubitumen und Wasser. Aufgrund der unterschiedlichen Oberflächenspannungen der beiden Flüssigkeiten lassen sich durch einfaches Mischen keine stabilen Emulsionen herstellen. Deshalb kommen Emulgatoren und Stabilisatoren zum Einsatz. Emulgatoren sind amphiphile Moleküle, die sich in der Ladung der polaren Kopfgruppe unterscheiden. Sie verringern die Oberflächenspannung der Emulsion und verhindern so das Verschmelzen von Bitumenteilchen. Die Ladung des verwendeten Emulgators ermöglicht eine Unterscheidung in anionische (basisch) und kationische (sauer) Emulsionen. Ein kritischer Parameter ist dabei die Konzentration des Emulgators, die die Größe der Bitumenteilchen beeinflusst, wobei ein höherer Anteil an Emulgator zu kleineren Bitumenteilchen führt. Damit tragen Emulgatoren maßgeblich zu Stabilität, Viskosität sowie zu Bruch- und Haftfähigkeit der Bitumenemulsion bei. Die Größe der Bitumenteilchen liegt in der Regel zwischen 0,1 und 50 µm mit einer Hauptfraktion zwischen 1 und 10 µm. Mit Hilfe von Laserbeugung kann die Partikelgrößenverteilung einfach und schnell bestimmt werden. Zu den kationischen Emulgatoren zählen vor allem langkettige Amine wie Imidazoline, Amidoamine und Diamine, die durch Zugabe von Säure eine positive Ladung erhalten. Anionische Emulgatoren sind häufig Fettsäuren, die aus Lignin, Tallöl oder Baum-Harz extrahiert werden. Diese werden mit Basen wie NaOH verseift, wodurch eine negative Ladung entsteht.
Während der Lagerung von Bitumenemulsionen können Bitumenteilchen sedimentieren, sich zusammenballen (Flokkulation) oder miteinander verschmelzen (Koagulation), was zur Instabilität der Bitumenemulsion führt. Wie schnell dieser Prozess stattfindet ist von der Formulierung der Bitumenemulsion abhängig aber auch von Lagerbedingungen wie Temperatur und Feuchtigkeit. Bei Kontakt des emulgierten Bitumens mit dem Gestein verlieren die Emulgatoren ihre Wirksamkeit, die Emulsion zerfällt und es kommt zur Bildung eines festhaftenden Bitumenfilms (wird als „Brechen“ bezeichnet). Die 0,1–50 μm Bitumenteilchen bilden praktisch schlagartig einen kontinuierlichen Bitumenfilm, indem sie koagulieren und sich vom Wasser trennen, welches anschließend verdunstet.
Nicht jede Bitumenemulsion reagiert gleich schnell, wenn sie mit Gestein in Berührung kommt. Dies ermöglicht eine Einteilung in „Rapid-setting“ (RS, sehr schnelles Brechen), „Slow-setting“ (SS, langsames Brechen), and „Medium-setting“ (MS, mittlere Geschwindigkeit) Emulsionen aber auch eine individuelle, anwendungsspezifische Optimierung der Formulierung und ein breites Anwendungsfeld. So gewährleisten langsam brechende Emulsionen eine längere Verarbeitungszeit, die besonders für feines Gestein vorteilhaft ist.
Bei quarzreichen Gesteinen gibt es oft Haftungsprobleme mit anionischen Emulsionen, so dass in diesem Fall kationische Emulsionen eine bessere Haftung erzielen. Das umfangreiche Spektrum der Bitumenemulsionen wird nur unzureichend von einer Normung erfasst. Seit Juli 2005 besteht die DIN EN 13808 für kationische Bitumenemulsionen. Hier wird eine Klassifizierung von Bitumenemulsionen basierend auf Buchstaben und Zahlenkombinationen beschrieben, die Ladungen, Viskositäten und die Art des Bitumens berücksichtigt.
Der Herstellungsprozess von Bitumenemulsionen ist sehr komplex, wobei man im Allgemeinen zwei Methoden verwendet, die „Colloid mill“ Methode und die „High Internal Phase Ratio (HIPR)“ Methode.
In der „Colloid mill“ Methode bewegt sich unter Zugabe von Bitumen und einem Wasser-Emulgator-Gemisch ein Rotor innerhalb eines Stators mit hoher Geschwindigkeit. Die entstehenden Scherkräfte generieren Bitumenteilchen zwischen 5 µm und 10 µm, die mit Emulgator umhüllt sind. Für kleinere Bitumenteilchen, monomodale und enge Partikelgrößenverteilungen sowie sehr hohe Bitumen-Konzentrationen wird die „High Internal Phase Ratio (HIPR)“ Methode eingesetzt. Hierbei wird zunächst unter mäßigem Rühren eine hochkonzentrierte Bitumenemulsion hergestellt, die im Anschluss verdünnt wird. Im Gegensatz zur „Colloid-Mill“ Methode wird hier die wässrige Phase in heißen Bitumen eingetragen, was sehr hohe Bitumenkonzentrationen ermöglicht.

## Anwendungsgebiete
Anwendungsgebiete der Bitumenemulsion ist der Straßenbau sowie der Bautenschutz und schließt vor allem die Anwendung in Kaltrecycling-Mischungen, Haftbeschichtung und Oberfläche Behandlung ein. Aufgrund der geringeren Viskosität gegenüber heißem Bitumen sind verarbeitende Prozesse weniger energieaufwendig und gehen mit deutlich weniger Brand- und Verbrennungsgefahr einher.
Im Straßenbau wurden anionische Bitumenemulsionen bis in die 1970er Jahre verwendet. Durch die Problematik der Haftung zum Gestein hat sich die kationische Bitumenemulsion durchgesetzt. Anionische Bitumenemulsionen werden im Straßenbau nur noch sehr vereinzelt angewandt. Überwiegend werden Bitumenemulsionen als Haftbrücke im Schichtenverbund beim Einbau von Heißmischgut und im Bereich Erhaltungsbauweisen, speziell Oberflächenbehandlungen und „Dünne Schichten im Kalteinbau“ als Bindemittel genutzt. Ein wichtiger Anwendungsbereich seit 1988 ist die Bindung von Pech in wiederverwendetem Aufbrauchmaterial unter Zugabe von Zement. Dieses Recyclingmaterial wird meist im Unterbau neu verbaut.
Im Bereich des Bautenschutzes werden überwiegend anionische Bitumenemulsionen zu so genannten Dickbeschichtungen verarbeitet. Diese dienen vorwiegend der Abdichtung von Gebäudebereichen, die drückendem oder nicht drückendem Grundwasser ausgesetzt sind. Seit Mitte der 1990er werden neuentwickelte Dickbeschichtungen aus kationischen Bitumenemulsionen hergestellt.